# ابرویی عنکبوتی کپت‌داغی
ابرویی عنکبوتی (نام علمی: Ophrys sphegodes subsp. transhyrcana) نام یک زیرگونه از سرده ابرویی است.